# Преображение Господне (Костохори)
„Преображение Господне“ (на гръцки: Μεταμορφώσεως του Σωτήρος Κωστοχωρίου) е църква в берското село Костохори, Гърция. Църквата е под управлението на Берската, Негушка и Камбанийска епархия и е наследник на бившия манастир „Света Богородица Мелисиу“ (Μονή της Παναγίας του Μελισσιού).

## Надпис
Църквата е построена в 1971 година на мястото на католикона на бившия манастир „Света Богородица Мелисиу“. Католиконът е изграден из основи в 1745 година на свой ред на мястото на по-стар храм при управлението на митрополит Йоаким, съдейки по надписа на бялата мраморна плоча, вградена отвън в южната стена на новия храм. Датата на изграждане е или 13 или 17 юли в зависимост от това дали ιζ са арабски цифри или съответно гръцки. Надписът обаче показва сходство с надписа от същата 1745 година в „Св. св. Петър и Павел“ в Костохори, където авторът използва само гръцки цифри. Също така от текста се научава, че манастирът е бил обитаван, тъй като игуменът Герасим и йеромонасите Герман и Козма са ктитори, а монасите са помогнали с ръчен труд при изграждането на католикона. За обновяването спомагат и „берските първенци и християни“. Сходен е и надписът от „Свети Николай“ в Горна Лужица (Трипотамос) от 1750 година, което говори за наличие на ателие за ремонт на църкви по това време в района.
Надписът гласи:
| „ | ΚΕ ΑΡΧΗΕΡΑΤΕΒΟΝΤΟΣ ΗΟΑΚΗΜ ΚΕ ΕΦΗΜΕΡΕΒΟΝ ΓΗΡΜΑΝΟΥ ΥΕΡΟΜΑΝΑΧΟ ΚΟΣΜΑ ΥΕΡΜΑΝΑΧΟ † ΑΝΕΓΕΡΘΗ † ΕΤΟΣ – ΑΨΜΕ – ΕΝ ΜΗΝΗ – ΗΟΥΛΗΟΥ / – ιζ (sic) ΚΑΙ ΑΝΑΚΑΙΝΗΣΘΗ ΕΚ ΒΑΘΡΟΥ Ο ΘΗΟΣ ΚΕ ΠΑΝΣΕΠΤΟΣ ΝΑΟΣ ΤΗΣ ΗΠΕΡΑΓΗΑΣ ΔΕΣΠΗΝΗΣ ΗΜΟΝ ΘΕ ΟΤΟΚΟΥ ΚΕ ΑΗΠΑΡΘΕΝΟ ΜΑΡΗΑΣ ΜΗΛΗΣΗΟ ΔΗΑ ΣΗΝΔΡΟΜΗΣ ΚΟΠΟΥ ΓΕΡΑΣΙΜΟΥ ΗΓΟΥΜΕ [ΝΟ]Υ ΚΕ ΤΟΝ ΛΗΠΟΝ ΠΑΤΕΡΟΝ ΚΕ ΕΞΟΔΟ ΤΟΝ ΕΝΤΗ [ΜΟΤ]ΑΤΟΝ ΑΡΧΟΤΟΝ ΚΕ ΧΡΗΣΤΙΑΝΟΝ ΤΗΣ ΠΟΛΗΤΗ [ΑΣ ΒΕ(Ρ;)]ΡΗΑΣ | “ |

## Документи
В оцелялата кондика на Берската митрополия, в която за запазени завещания, брачни договори, търговски договори, финансови регистри и административни актове на митрополията от периода на управлението на митрополит Даниил (1769 – 1799) до третата четвърт на XIX век, е запазено завещанието на Мария, дъщеря на Пантазис и Бухуро, наречена Андруда, от 4 октомври 1800 година, чрез което тя отстъпва всичките си активи на различни хора, църкви и манастири и други институции. На манастира Мелисиу оставя пет гроша, от което може да се заключи, че манастирът е сред значимите в района.
На 1 септември 1810 година е изготвено завещанието на монаха Митрофан, игумен и надзирател на манастира „Света Богородица Мелисиу“, който си подава оставка. Завещанието, също запазено в митрополитската кондика, е потвърдено от епитропа на Берската митрополия Хрисант, от архидякона Антим, от йеромонасите Дамаскин и Методий, както и от седем свещеници от епархията, подписали се като свидетели.
В същата кондика е запазено друго завещание в полза на манастира – това на християнина от Бер Хаджи Киркос, който на 5 февруари 1811 година дарява на манастира една четвърт от правата върху каменна мелница в Камбанийската епархия между Триховища и Скилици срещу гледане като монах в манастира на стари години. Завещанието също е потвърдено от Берската митрополия. Игумен на манастира по това време е Методий, един от свидетелите на завещанието на предходника му Митрофан. Възможно е това да е последният игумен на манастира до разрушаването му по време на Негушкото въстание през 1822 година. Фактът, че завещанията на Митрофан и Хаджи Киркос са заверени в Берската митрополия говори за това, че манастирът е бил самостоятелен, а не подчинен на Добърския. След въстанието манастирът повече не е възобновен и не се споменава в никакви документи освен в спомените на стари жители на Костохори и Чорново (Фития).